# Carlo di Castellamonte
Carlo Cognengo di Castellamonte (Torino, c. 1560 – Torino, 1640) è stato un architetto, ingegnere e militare italiano.

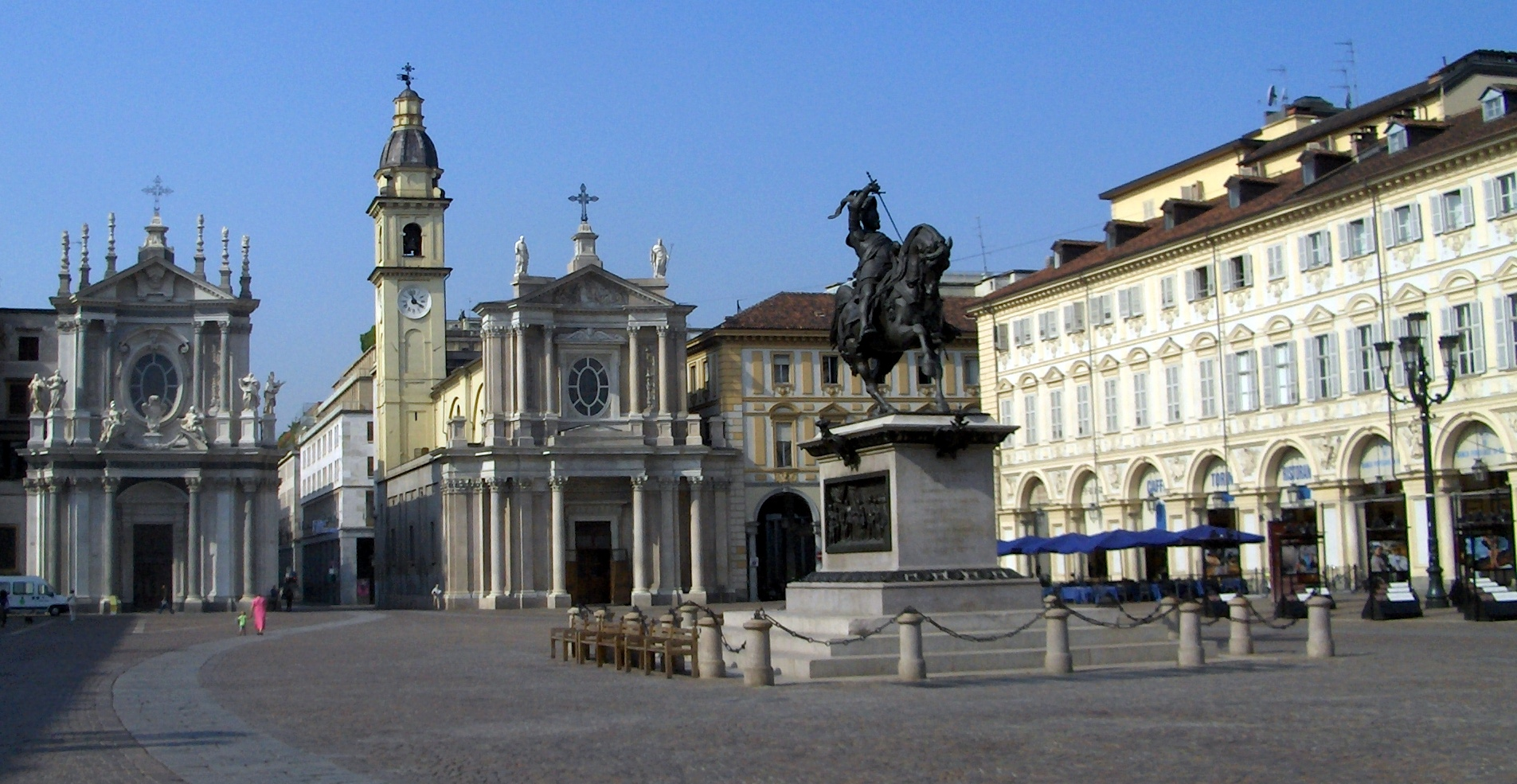
Torino, Piazza San Carlo

È stato conte di Castellamonte e uno dei maggiori esponenti del barocco piemontese.
Fu padre di Amedeo di Castellamonte.

## Biografia
Nacque attorno al 1560. Le prime testimonianze su di lui risalgono alla fine del Cinquecento, quando compare al servizio del duca Carlo Emanuele I, come assistente del primo ingegnere di corte, il romano Ascanio Vitozzi. Il rapporto con Vitozzi fu particolarmente stretto, tanto che nel 1608 questi fu testimone di nozze di Carlo, il quale sposava allora Lucrezia Vinea (figlia di un notaio torinese). Da tali nozze sarebbe nato il 17 giugno 1613 Vittorio Amedeo di Castellamonte, anch'egli celebre architetto.
Nel 1607 allestì il progetto della facciata della Basilica del Corpus Domini a Torino. 
Nominato architetto di sua altezza reale nel 1615, proseguì il programma voluto da Carlo Emanuele I e iniziato dal maestro, mirante a dare a Torino il volto edilizio ed urbanistico di una capitale.
Si devono a lui:
- la continuazione nel 1621 della Via Nuova (oggi chiamata Via Roma) che doveva servire da asse principale di un nuovo quartiere; quella che appare oggi, tuttavia, è il frutto di un completo rifacimento operato tra il 1931 ed il 1937.
- il progetto della piazza Reale (oggi chiamata Piazza San Carlo), come proseguimento del progetto della via Nuova: ispirata sia a modelli francesi, per l'impianto rettangolare con al centro la statua equestre, sia a quelli romani per la presenza delle due chiese simmetriche di chiesa di san Carlo e di santa Cristina
- la stessa chiesa di Santa Cristina (nel 1639) con facciata di Filippo Juvarra (1715-1718).
- numerosi interventi in castelli e ville reali, come la trasformazione e l'ampliamento del Castello del Valentino (qui impiegò il pittore e stuccatore Isidoro Bianchi di Campione d'Italia e i suoi figli Pompeo e Francesco), iniziato nel 1633 e proseguito fino al 1660 dal figlio Amedeo e del Castello di Moncalieri; la realizzazione della Villa della Regina, in parte del Castello di Rivoli e del Castello di Mondovì, quest'ultimo in collaborazione con il figlio Amedeo, la ristrutturazione di parte di Palazzo Madama; il progetto originario (realizzato poi dopo la sua morte) della prima versione del Palazzo Solaro del Borgo.